# Julio Crisosto
Julio Alberto Crisosto Zárate (Iquique, 21 de março de 1950) é um ex-futebolista chileno. Ele competiu na Copa América de 1975.